# Hahira
Hahira es un pueblo ubicado en el condado de Lowndes en el estado estadounidense de Georgia. En el censo de 2000, su población era de 1.626.

## Demografía
En el 2000 la renta per cápita promedia del hogar era de $27,946, y el ingreso promedio para una familia era de $37,188. El ingreso per cápita para la localidad era de $12,899. Los hombres tenían un ingreso per cápita de $27,121 contra $18,981 para las mujeres.

## Geografía
Hahira se encuentra ubicado en las coordenadas 30°59′26″N 83°22′17″O / 30.99056, -83.37139 (30.990537, -83.371433).
Según la Oficina del Censo, la localidad tiene un área total de 5,9 km² (2,3 mi²), de la cual 5,7 km² (2,2 mi²) es tierra y 0,2 km² (0 mi²) (0.50%) es agua.